# Дорранс, Энсон
Альберт Энсон Дорранс 4-й (англ. Albert Anson Dorrance IV; род. 9 апреля 1951, Бомбей) — американский футбольный тренер. Чемпион мира 1991 года с женской сборной США, обладатель более 20 титулов чемпиона NCAA с командой Университета Северной Каролины в Чапел-Хилле. Член Национального зала славы футбола США (2008).

## Ранние годы
Родился в 1951 году в Бомбее. Его отец, Пит, был высокопоставленным представителем американской нефтяной корпорации, и семья часто переезжала из одной страны в другую. В 1969 году Энсон окончил школу Вилла-Сен-Жан во Фрибуре (Швейцария) и поступил в небольшой вуз в Сан-Антонио (Техас) — Университет Сент-Мэри. В этом университете он проучился только один семестр, одновременно играя в футбол, после чего перевёлся в Университет Северной Каролины в Чапел-Хилле, где главным тренером футбольной команды в это время был Марвин Аллен. 
В новом вузе Дорранс представлял своё общежитие во внутриуниверситетских соревнованиях по софтболу, бадминтону и борьбе и был назван лучшим спортсменом вуза. Во второй год учёбы он был запасным игроком университетской футбольной сборной, после чего попал в её основной состав, где играл с третьего по пятый академический год (в последний сезон — в качестве капитана команды). Дорранса трижды включали в символическую сборную конференции атлантического побережья, а в 1973 году — и в сборную всех конференций юга США.

## Тренерская карьера
В 1974 году, по предложению бывшего товарища по университетской команде Кипа Уорда, Дорранс начал тренировать команду молодёжной лиги. Новый тренер крайне ответственно подошёл к задаче, провёл скаутскую работу в афроамериканском районе Риджфилд и найденных талантливых игроков включил в свою команду, оплатив их членство в лиге. С 1975 года он стал членом профессиональной тренерской организации United Soccer Coaches. Дорранс пытался продолжить обучение, поступив на юридический факультет, но тренерская работа занимала всё больше времени. В 1976 году он был назначен помощником главного тренера футбольной сборной Университета Северной Каролины, а через год, после того как Марвин Аллен ушёл на пенсию, занял пост главного тренера. Дорранс оставался главным тренером мужской команды своего вуза на протяжении 12 лет, в 1987 году выиграв с ней чемпионат конференции атлантического побережья и пробившись в полуфинал национального чемпионата NCAA. В общей сложности за время работы с мужской командой Университета Северной Каролины он одержал 172 победы при 65 поражениях и 21 ничьей (70,8 % побед).
Когда в 1979 году наряду с мужской футбольной сборной университета была впервые сформирована женская, Дорранс был назначен её главным тренером. Уже в свой третий сезон, в 1981 году, женская команда Университета Северной Каролины выиграла национальный чемпионат, в это время проходивший под эгидой Ассоциации межуниверситетского спорта для женщин (AIAW). «Тар Хилс» выиграли и следующие три чемпионата, уже проводившиеся NCAA. В дальнейшем женская сборная Университета Северной Каролины оставалась лидером женского студенческого футбола в США, и к 2012 году Дорранс со своими подопечными выигрывал национальное первенство 22 раза (ни один другой вуз к этому моменту не завоёвывал больше трёх титулов). В 2018 году суммарное количество его побед со сборными Университета Северной Каролины (мужской и женской) превысило тысячу. К этому моменту он одержал с женской командой 828 побед, при этом с 1986 по сентябрь 1990 года она провела серию из 103 матчей без поражений. Процент побед команды за всю её историю к 2018 году превышал 90. С момента, когда в 1988 году начал разыгрываться чемпионат конференции атлантического побережья, «Тар Хилс» выигрывали его под руководством Дорранса 21 раз — вдвое чаще, чем все остальные сборные конференции вместе взятые. В плей-офф конференции команда Дорранса не проигрывала до 2011 года. В списке 30 величайших спортивных династий США, опубликованном компанией Beckett Entertainment, женская программа Северной Каролины 1982—2000 годов заняла 6-е место (после «Бостон Селтикс» 1957—1969, «Нью-Йорк Янкис» 1947—1962, мужской баскетбольной программы UCLA 1963—1975, «Чикаго Буллз» 1991—1998 и «Монреаль Канадиенс» 1953—1960).
В 1986 году Доррансу было также поручено руководство женской футбольной сборной США. Он оставался на посту главного тренера сборной 8 лет, за это время одержав с ней 65 побед при 22 поражениях и 5 ничьих. В 1991 году подопечные тренера из Северной Каролины выиграли первый в истории женский чемпионат мира по футболу, а в 1994 году, в свой последний год в роли главного тренера, Дорранс выиграл со сборной чемпионат КОНКАКАФ, представлявший собой отбор к следующему мировому первенству. Ключевую роль в сборной США как в годы работы Дорранса, так и в последующий период играли его ученицы из Северной Каролины. В эти годы сборная завоевала чемпионские титулы на Олимпийских играх 1996 года и чемпионате мира 1999 года.

## Процесс о сексуальном домогательстве
Создание условий для успехов женской команды Университета Северной Каролины было предметом личной гордости для Дорранса, который говорил, что добился этого за счёт умения работать с игроками-женщинами иначе, чем с мужчинами, и создания особой атмосферы, более соответствующей женской психологии. Однако в 1998 году два бывших игрока команды — нападающая Дебби Келлер и запасной вратарь Мелисса Дженнингс — подали на тренера в суд, обвиняя его в сексуальном домогательстве. Истицы обвиняли Дорранса в том, что он открыто обсуждал с командой подробности половой жизни игроков и употребление спиртных напитков спортсменками, не достигшими соответствующего возраста. Келлер также заявляла, что тренер дважды обращался к ней с непристойными предложениями и вступал с ней в физический контакт, касаясь её руками. Судебный процесс продолжался 6 лет. За это время Дорранс достиг досудебного соглашения с Келлер, а в 2004 году федеральный суд закрыл дело, единственной истицей в котором оставалась Дженнингс, без последствий для тренера: в решении судьи говорилось, что его поведение по отношению к футболистке не представляло собой «грубого, широкомасштабного и объективно оскорбительного сексуального домогательства» (англ. severe, pervasive and objectively offensive sexual harassment). На протяжении процесса Дорранс продолжал тренировать сборную университета, руководство которого заняло его сторону в тяжбе, став соответчиком по делу вместе с тремя бывшими помощниками главного тренера.

## Семейная жизнь
В ходе учёбы Дорранс обручился с Млисс Гэри, дочерью офицера ВВС США, с которой познакомился в детстве в Аддис-Абебе, где её отец служил как атташе. Обручение состоялось в рождественские каникулы 1972 года, а в 1974 году, через несколько месяцев после того, как Энсон окончил учёбу, они с Млисс обвенчались католическим обрядом. Позже, в 1976 году, они присоединились к мормонской церкви и повторили венчание уже по мормонскому обряду.
После того как бывшие ученицы Энсона подали против него судебный иск, Млисс также приняла сторону мужа, заявив, что знает его достаточно хорошо, чтобы полностью ему доверять. В 2019 году они отпраздновали 45-ю годовщину супружеской жизни. У Энсона и Млисс, бывшей профессиональной балерины, ставшей преподавательницей балетной программы Дьюкского университета, а позже основавшей балетную школу Чапел-Хилла, трое детей — Мишель, Натали и Донован. Двое последних окончили, как и отец, Университет Северной Каролины.

## Признание заслуг
Энсон Дорранс — обладатель многочисленных званий тренера года в США от различных спортивных организаций и средств массовой информации. Он признавался тренером года в мужском футболе в 1987 году, а в женском — в 1982, 1986, 1997, 2002, 2003 и 2006 годах. С 1987 по 2018 год Дорранс 11 раз удостаивался звания тренера года конференции атлантического побережья в женском футболе.
В 1996 году Дорранс стал лауреатом награды имени Уолта Чижовича, которую Американская национальная ассоциация футбольных тренеров (NSCAA) присуждает за достижения карьеры. В 2007 году эта же ассоциация удостоила Дорранса награды имени Билла Джефри, а в 2011 году он стал лауреатом Почётной премии NSCAA.
В 2002 году имя Дорранса было включено в списки Зала футбольной славы Северной Каролины, а в 2008 году — в списки Национального зала футбольной славы США. Поскольку на тот момент он продолжал тренировать, Дорранс стал членом Национального зала футбольной славы не как тренер, а в категории «Строители игры» (англ. Builders of the Game). В 2018 году он стал также членом Зала славы United Soccer Coaches.